# Взаимная гарантия обоих народов

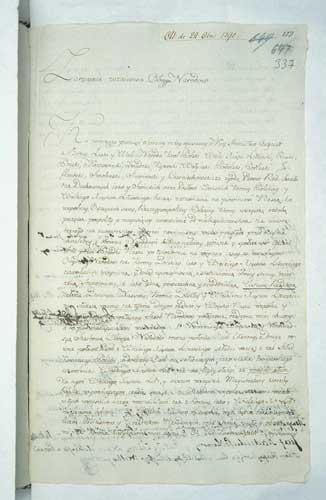
Текст Взаимной гарантии обоих народов

Взаимная гарантия обоих народов (пол. Zaręczenie Wzajemne Obojga Narodów) — дополнительные инструкции к Конституции 3 мая 1791 года, одобренные Четырёхлетним сеймом 20 октября 1791 года. Предназначались для объяснения несформулированных в Конституции условий польско-литовской унии.
Гарантия фиксировала единство и неделимость Короны Королевства Польского и Великого княжества Литовского в едином государстве, называемом Речь Посполитая Польская. Документ подчеркивал федеративный характер государства и гарантировал равенство обеих сторон в управлении им.
Гарантия предусматривала создание общего правительства, армии и финансовой системы. Литвинам было гарантировано пропорциональное участие в новых органах центральной власти Речи Посполитой. Военная и Казённая комиссии обоих народов должны были состоять из равного числа представителей Короны и Литвы, а в Комиссии полиции обоих народов соотношение поляков и литовцев должно было быть ⅔ к ⅓ соответственно. Обеспечивалась ротация польских и литовских представителей на должностях председателей комиссий.
Документ получил такой же статус, как и акт Люблинской унии. Было решено, что «Гарантия» станет неотъемлемой частью Pacta conventa, и будет обязательна для выполнения как Станиславом Августом Понятовским, так и каждым последующим монархом Речи Посполитой.